# Moonstone (entreprise)
Moonstone est un studio de visual novel japonais connu pour ses créations de jeux bishōjo destinés aux adultes. Les membres fondateurs de Moonstone avaient été membres de Circus, un studio similaire. Après la création de Moonstone, un projet de collaboration entre Moonstone et Circus est mis en place pour le jeu de Circus Suika AS +, puis un autre projet de collaboration entre les deux sociétés est mis en place pour le jeu de Moonstone Gift. En 2009, Moonstone a créé la filiale Moonstone Cherry, qui se concentre sur les jeux nukige.